# Enrique Bösl
Enrique José Bösl Espinal (Kösching, 7 febbraio 2004) è un calciatore dominicano con cittadinanza tedesca, portiere dell'Ingolstadt 04 II.

## Biografia
È nato in Germania da padre tedesco e madre dominicana.

## Carriera

### Club
Bösl è cresciuto nel settore giovanile dell'Ingolstadt 04. Nel 2023 ha iniziato a far parte del gruppo della squadra riserve in Regionalliga.

### Nazionale
Nel maggio del 2023 con la nazionale dominicana Under-20 ha partecipato al Mondiale Under-20, disputando tre incontri nella fase a gironi. Successivamente ha giocato anche nella nazionale dominicana Under-23.
Nel 2024 è stato convocato dalla nazionale olimpica dominicana per partecipare ai Giochi della XXXIII Olimpiade.